# プラスキ郡 (アーカンソー州)
プラスキ郡（英: Pulaski County）は、アメリカ合衆国アーカンソー州の中央部に位置する郡である。人口は39万9125人（2020年）で、州内最大である。郡庁所在地は州都リトルロックである。プラスキ郡は1818年12月15日に、クレイ郡とヘンプステッド郡と共に州内5番目の郡として設立され、郡名はアメリカ独立戦争の時にジョージ・ワシントンの命を救ったポーランドからの志願軍人カジミエシュ・プワスキ伯爵に因んで名付けられた。
プラスキ郡はリトルロック・ノースリトルロック・コンウェイ大都市圏の中核となる郡である。

## 歴史
南北戦争の1863年、プラスキ郡でバイユーフーシェの戦いが起こった。1928年、国内最古級のウォーターパークであるウィロウスプリングス・ウォーターパークがオープンした。

## 地理
アメリカ合衆国国勢調査局に拠れば、郡域全面積は807.84平方マイル (2,092.3 km2)であり、このうち陸地770.82平方マイル (1,996.4 km2)、水域は37.02平方マイル (95.9 km2)で水域率は4.58%である。

### 主要高規格道路
- 州間高速道路30号線
  -  州間高速道路430号線
  -  州間高速道路530号線
  -  州間高速道路630号線
- 州間高速道路40号線
  -  州間高速道路440号線
- アメリカ国道65号線
- アメリカ国道67号線
- アメリカ国道70号線
- アメリカ国道165号線
- アメリカ国道167号線
- アーカンソー州道5号線
- アーカンソー州道10号線
- アーカンソー州道161号線
- アーカンソー州道300号線
- アーカンソー州道338号線
- アーカンソー州道365号線
- アーカンソー州道367号線

### 隣接する郡
- フォークナー郡 - 北
- ロノーク郡 - 東
- ジェファーソン郡 - 南
- セイリーン郡 - 西
- ペリー郡 - 北西

### 国立保護地域
- リトルロック中央高校国立歴史史跡

## 人口動態

2000人口ピラミッド

以下は2000年国勢調査による人口統計データである。
| 基礎データ - 人口: 361,474人 - 世帯数: 147,942 世帯 - 家族数: 95,718 家族 - 人口密度: 181人/km2（469人/mi2） - 住居数: 161,135軒 - 住居密度: 81軒/km2（209軒/mi2） 人種別人口構成 - 白人: 63.96% - アフリカン・アメリカン: 31.87% - ネイティブ・アメリカン: 0.39% - アジア人: 1.25% - 太平洋諸島系: 0.04% - その他の人種: 1.09% - 混血: 1.40% - ヒスパニック・ラテン系: 2.44% 年齢別人口構成 - 18歳未満: 25.2% - 18-24歳: 9.6% - 25-44歳: 31.1% - 45-64歳: 22.6% - 65歳以上: 11.5% - 年齢の中央値: 35歳 - 性比（女性100人あたり男性の人口） - 総人口: 92.0 - 18歳以上:88.2 | 世帯と家族（対世帯数） - 18歳未満の子供がいる: 30.5% - 結婚・同居している夫婦: 45.9% - 未婚・離婚・死別女性が世帯主: 15.1% - 非家族世帯: 35.3% - 単身世帯: 30.0% - 65歳以上の老人1人暮らし: 8.8% - 平均構成人数 - 世帯: 2.39人 - 家族: 2.98人 収入と家計 - 収入の中央値 - 世帯: 38,120米ドル - 家族: 46,523米ドル - 性別 - 男性: 33,131米ドル - 女性: 25,943米ドル - 人口1人あたり収入: 21,466米ドル - 貧困線以下 - 対人口: 13.3% - 対家族数: 10.4% - 18歳未満: 19.9% - 65歳以上: 9.8% |

## 教育
- プラスキ郡特別教育学区は、リトルロック市とノースリトルロック市を囲む広さ729平方マイル (1,888 km2) の公共教育学区である。その中にはリトルロック教育学区とノースリトルロック教育学区が含まれている。
- プラスキ工科カレッジは、ノースリトルロック市西部にある主キャンパスなど、郡内7か所にキャンパスがある、2年制工科コミュニティカレッジである。
- 4年制高等教育機関としては、アーカンソー大学システムの中で唯一大都市圏にあるアーカンソー大学リトルロック校、ユナイテッド・メソジスト教会が運営するフィランダー・スミス・カレッジ、アーカンソー・バプテスト・カレッジ、およびアーカンソー医療科学大学があり、全てリトルロック市内にある。

## 政府の機関
アーカンソー州矯正省ライツビル刑務所がライツビル市内にある。

## 都市

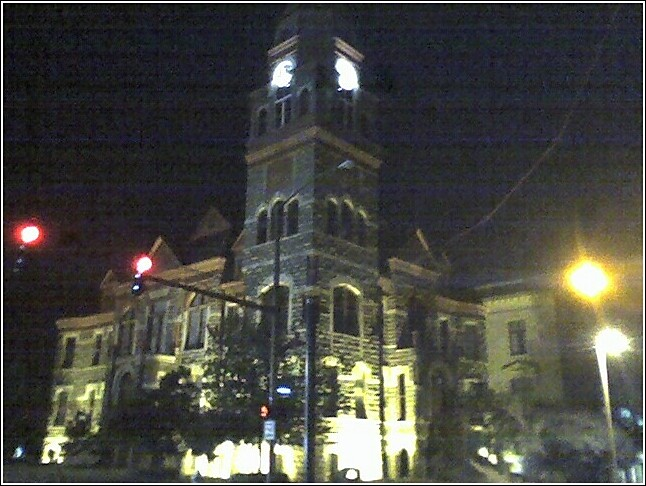
リトルロックの郡裁判所

### 市
| - リトルロック（郡庁所在地） - ノースリトルロック - シャーウッド - ジャクソンビル | - モーメル - カマックビレッジ - ライツビル |

### 町
- アレクサンダー

### 国勢調査指定地域
| - カレッジステーション - ギブソン - グラベルリッジ | - ヘンスレー - マックアルモント - ランドマーク | - スウィートホーム - ウッドソン |

### 未編入の町
- アイアントン
- ナチュラルステップス

## 郡区
アーカンソー州の郡はさらに郡区に小区分されている。各郡区には未編入領域と、編入済み自治体がある。現代の郡区にはその維持目的が限られたものになっている。アメリカ合衆国国勢調査局は郡区を元に人口を集計している。また系図調査など歴史的な目的には価値がある。1つ以上の郡区に入っている町や都市は統計調査に基づいて扱われる。プラスキ郡の郡区は下記リストの2区のみである。
| 郡区                                                                                                   | FIPSコード | 人口中心                                                   | 人口    | 人口密度 /km2 (/sq mi) | 陸地面積 km2 (sq mi) | 水域 km2 (sq mi) | 水域率(%) | 座標                                                              |
| --- | ---------- | ---------------------------------------------------------- | ------- | ---------------------- | -------------------- | ---------------- | --------- | ----------------------------------------------------------------- |
| ビッグロック                                                                                           | 511990300  | アレクサンダー、カマックビレッジ、リトルロック、ライツビル | 209,351 | 197.3（510.9）         | 1,061.4（409.8）     | 63.01（24.33）   | 5.6       | 北緯35度24分10秒 西経93度14分06秒 / 北緯35.40278度 西経93.23500度 |
| ヒル                                                                                                   | 511991731  | ジャクソンビル、モーメル、ノースリトルロック、シャーウッド | 152,123 | 162.7（421.4）         | 935.0（361.0）       | 32.87（12.69）   | 3.4       | 北緯34度47分15秒 西経92度12分16秒 / 北緯34.78750度 西経92.20444度 |
| Source: “Census 2000 U.S. Gazetteer Files”. U.S. Census Bureau, Geography Division. 2012年8月1日閲覧。 |            |                                                            |         |                        |                      |                  |           |                                                                   |